# Marius van Dokkum
Marius van Dokkum (Andijk, 1957) is een Nederlandse kunstenaar en illustrator.

## Levensloop
Van Dokkum groeide op in een gereformeerd-synodaal gezin in het Noord-Hollandse Andijk. Hij volgde een opleiding aan de Christelijke Academie voor Beeldende Kunsten in Kampen. Na zijn studie ging hij in deeltijd aan de slag als ontwerper in een papierfabriek in Ugchelen. Hij bekwaamde zichzelf verder in het schilderen. Hij schildert vooral stillevens en portretten. Zijn bekendere werken kenmerken zich door hun humoristische stijl. Zelf noemt Van Dokkum als zijn hedendaagse inspiratiebronnen schilders als Sierk Schröder, Henk Helmantel, Maarten 't Hart en oude meesters als Rembrandt, Jan Steen en Hans Holbein.
Van de hand van de kunstschilder zijn zeven prentenboeken voor kinderen tot zes jaar verschenen, onder de titel Opa Jan, de naam van de hoofdpersoon. Voor najaar 2022 staat een zevende boek in deze serie op stapel, Opa Jan zakt door zijn stoel. De beide geïllustreerde edities van A Portrait of Marius van Dokkum bevatten monografieën, geschreven door Marius van Dokkum, David Levie, Ruud Spruit en Rob Visser.   Na succesvolle eerdere versies is dit boek geheel herzien, aangevuld en geactualiseerd, in juli 2019 verschenen. Nu met meer nadruk op wat Marius van Dokkum het "vrije werk" noemt. Naast Van Dokkums boeken zijn o.a. kaarten(mapjes), (verjaardags)kalenders, kaartspellen en legpuzzels uitgegeven.
Het werk van Van Dokkum is regelmatig te zien in musea. Er zijn weinig werken van Van Dokkum in vrije omloop. In de jaren negentig werd hij opgelicht door een galeriehouder, waarna hij besloot om geen humoristische werken meer te verkopen.
Een tijdelijke expositie in het Stadsmuseum Harderwijk trok in 2015 veel bezoekers. Toen voor de Snijkamer van de voormalige Universiteit van Harderwijk een publieke bestemming werd gezocht, ontstond het idee voor een eigen museum voor Van Dokkum. In mei 2018 opende het Marius van Dokkum Museum aldaar zijn deuren.
Sinds 2020 is Van Dokkum zich ook gaan toeleggen op het maken van driedimensionale hoofden van bekende en minder bekende Nederlanders.

## Persoonlijk
Marius van Dokkum is getrouwd en heeft twee kinderen.